# Castèthviague
Castèthviague (francès Castelbiague) és un municipi occità del Comenge, a Gascunya, situat al departament de l'Alta Garona, a la regió Occitània.